# SU-26
SU-26 (ros. СУ-26; SU-76P, СУ-76П) – radzieckie samobieżne działo polowe opracowane na początku lat 40. XX wieku. Pojazd zbudowany był na podwoziu czołgu lekkiego T-26 a jego uzbrojenie stanowiła umieszczona w obrotowej wieży armata pułkowa wz. 1927 kalibru 76 mm.
Prace nad działami samobieżnymi na podwoziu czołgu T-26 rozpoczęto w połowie lat 30. XX wieku. Opracowane zostały wówczas pojazdy AT-1, SU-1, SU-5 oraz SU-6, jednak żaden z nich nie trafił do seryjnej produkcji. W lecie 1941 roku, wkrótce po niemieckiej napaści na ZSRR do fabryk i zakładów naprawczych z frontu zaczęły przybywać uszkodzone podczas walk czołgi T-26. Ze względu na niewielką przydatność czołgów T-26 w konfrontacji z używanymi przez Niemców czołgami PzKpfw III i PzKpfw IV dostarczane pojazdy przebudowywano m.in. na wozy zabezpieczenia technicznego czy działa samobieżne.
W październiku 1941 roku w leningradzkich zakładach im. Kirowa powstał prototypowy egzemplarz SU-26. Do 1942 roku zbudowanych zostało łącznie dwanaście tych pojazdów.